# Parque Nacional de Orango

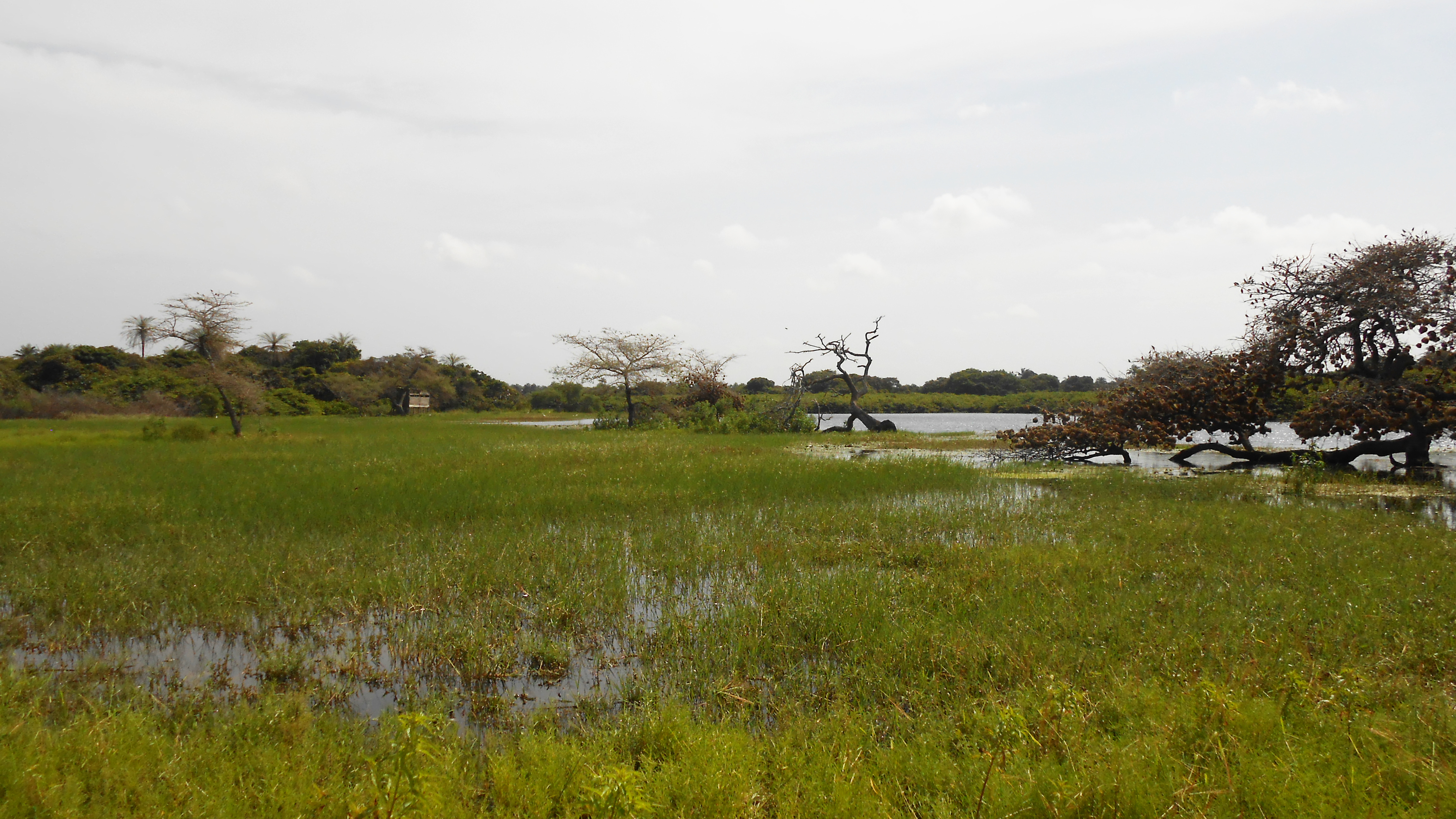
As lagoas do Parque

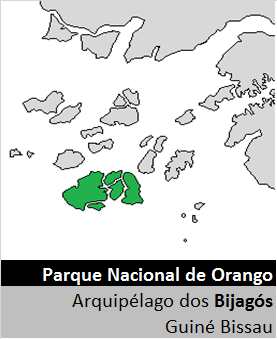
Localização do Parque,dentro do Arquipelago dos Bijagós

O Parque Nacional de Orango situa-se na Guiné Bissau ,no Arquipélago dos Bijagós. Compreende as ilhas de Orango, Orangozinho, Meneque, Canogo e Imbone e os ilhéus de Adonga, Canuopa e Anhetibe.
Tem uma superficie de 158 235 ha..O objetivo da sua criação é o de  « Proteger e valorizar os ecossistemas, assegurar a conservação da diversidade biológica e uma utilização sustentável dos recursos naturais em prol da promoção do desenvolvimento social das populações».

## Localização
Localizado entre 10˚55´N e 15˚50´ - 16˚22´W.

## Gestão
Criado em Dezembro de 2000 e gerido pelo Instituto da Biodiversidade e das Áreas Protegidas (IBAP)

## Classificações do Parque
Reserva da Biosfera - 16 Abril de 1996, UNESCO e Sítio Ramsar - Zona húmida de importância mundial.

## Flora
O Parque é constituída por mangais (cobre uma área de 16 000 ha), por labirintos de água e savanas.Existem palmeiras (Elaeïs guineensis).

## Fauna
No Parque existem populações de hipopótamos (Hippopotamus amphibius) ,de crocodilos (Crocodylus e C. Tatraspis tetraspis) , de tartarugas marinhas (Chilonia mydas ,Eretmochelys imbricata, Lepidochelys olivacea, Caretta carettae Dermochelys coriacea) ,de gazela-pintada (Tragelaphus scriptus), macaco-verde (Cercophitecus aethiops).
Em termo de vida marinha existem lontras (Aonyx capensis), os manatins (Trichechus senegalensis) e os golfinhos (Sousa teuszii e Tursiops truncatus).
Em termos de aves existem as andorinhas-do-mar (Sterna caspia e S. Maxima) ,o papagaio-cinzento (Psittacus erithacus) que é uma espécie rara e ameaçada na região.

## População Humana
Com uma população de 2 268 habitantes repartidos por 33 aldeias ,sendo a maioria de etnia Bijagó.

## Turismo
Existem instalações de Ecoturismo.